# Opius waterloti
Opius waterloti är en stekelart som beskrevs av Granger 1949. Opius waterloti ingår i släktet Opius och familjen bracksteklar. Inga underarter finns listade i Catalogue of Life.